# Kristi Castlin
Kristi Castlin (ur. 7 lipca 1988 w Douglasville) – amerykańska lekkoatletka, płotkarka, brązowa medalistka olimpijska z Rio de Janeiro (2016).

## Osiągnięcia
| Rok  | Impreza                              | Miejsce        | Konkurencja                | Lokata     | Wynik |
| ---- | ------------------------------------ | -------------- | -------------------------- | ---------- | ----- |
| 2007 | Mistrzostwa panamerykańskie juniorów | São Paulo      | bieg na 100 m przez płotki | 1. miejsce | 13,02 |
| 2008 | Młodzieżowe mistrzostwa NACAC        | Toluca         | bieg na 100 m przez płotki | 2. miejsce | 13,21 |
| 2016 | Igrzyska olimpijskie                 | Rio de Janeiro | bieg na 100 m przez płotki | 3. miejsce | 12,61 |
| 2017 | DécaNation                           | Angers         | bieg na 100 m przez płotki | 1. miejsce | 12,95 |

Wielokrotna medalistka NCAA oraz mistrzostw USA.

## Rekordy życiowe
- Bieg na 100 metrów przez płotki – 12,50 (2016) / 12,48w (2012)
- Bieg na 50 metrów przez płotki – 6,81 (2012)
- Bieg na 55 metrów przez płotki – 7,37 (2012)
- Bieg na 60 metrów przez płotki – 7,84 (2012)